# Kerci
Kerci (în ucraineană Керч) este un oraș în Crimeea, regiune ucraineană ocupată de Rusia.

## Demografie
Componența lingvistică a orașului Kerci
     Rusă (91,34%)
     Ucraineană (5,27%)
     Alte limbi (1,06%)

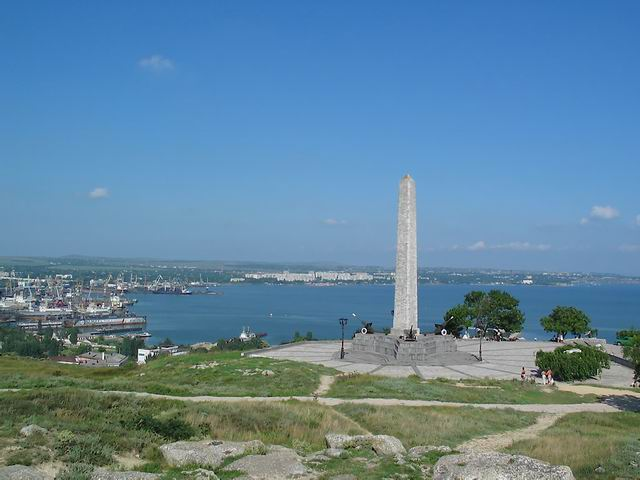
Kerci. Obeliscul Gloriei pe Muntele Mithridates.

Conform recensământului ucrainean din 2001, majoritatea populației orașului Kerci era vorbitoare de rusă (91,34%), existând în minoritate și vorbitori de ucraineană (5,27%).
În anul 2013, s-a estimat că populația din localitatea ucraineană ar fi de 145.265 locuitori.